# آزادراه شهید باکری
آزادراه شهید باکری یا کنارگذر غربی تبریز، آزادراهی در غرب تبریز به طول ۱۵ کیلومتر است که ادامهٔ آزادراه شهید کسایی تبریز و آزادراه تهران-تبریز می‌باشد که با ساخت امتداد آن در نهایت در مرز بازرگان به ترکیه وصل خواهد شد.
این مسیر برای کاهش بار ترافیکی محور بزرگراه کارگر و بزرگراه ملت (جاده سنتو) از سال ۱۳۸۰ مورد طراحی و مطالعه قرار گرفته و در ۸ اردیبهشت ۱۳۹۲ با ۴۰۰ میلیارد ریال اعتبار، مورد بهره‌برداری رسمی قرار گرفت. این طرح به‌عنوان محور مواصلاتی محدوده شمال غرب تبریز به جنوب غرب شهر طراحی شده و از طریق این آزادراه جاده تبریز ـ آذرشهر به جاده تبریز ـ مرند متصل می‌شود.
این آزادراه از سه راهی «مایان» آغاز شده و تا پل شبدری ورودی غربی آزادراه شهید کسایی ادامه می‌یابد و از طرفی به کنارگذر جنوبی تبریز و اتوبان کسایی متصل می‌شود و از این طریق سبب خروج اتوبان شهید کسایی از بن‌بست شده و به آزادراه غربی تبریز متصل می‌شود.
آزادراه غربی تبریز به طول ۱۵ کیلومتر و عرض ۳۲ متر در دو باند مجزای سه لاینه احداث شده و در طول این آزادراه تعداد هفت پل روگذر برای تبادل راهی بین مناطق و شهرک‌های مجاور آن احداث شده یا در حال احداث است، این تقاطع‌ها شامل تقاطع سه‌راهی مایان با جاده مرند، آخر خیابان قراملک، تقاطع موتوژن، تقاطع خطوط ریلی مربوط به راه‌آهن، تقاطع ایستگاه راه‌آهن تبریز، تقاطع امتداد خیابان فلزکاران رسالت و تقاطع پل اتصالی آزادراه غربی تبریز به آزادراه کسایی تبریز (کنارگذر جنوبی) است.
از دیگر خصوصیات این آزادراه خارج کردن تبریز از عدم امکان توسعه غربی شهر به علت قرار گرفتن ایستگاه راه‌آهن در غرب شهر است که راه‌آهن تبریز مانع توسعه شهر از سمت غربی بود و با احداث این مسیر که از پشت راه‌آهن تبریز می‌گذرد توسعه شهر را از سمت غربی تبریز ممکن می‌سازد.

## مسیر
|                 | جاده ۱۴-۲۱-۳۲ غرب بطرف مرند-سلماس-جلفا-بازرگان شرق بطرف تبریز                                              |
|                 | آزادراه تبریز-مرند-بازرگان بطرف صوفیان-مرند                                                                |
|                 | جاده مایان بطرف مایان سفلی-خواجه‌دیزج-الوار سفلی-مایان علیا                                                 |
|                 | \| پتروشیمی تبریز \|                                                                                       |
| تبریز           | |
|                 | جاده ۱۶-۲۱ جنوب بطرف سردرود-ارومیه-میاندوآب بلوار ملت آزادراه کسایی (کنارگذر جنوبی تبریز) بطرف تبریز-تهران |
| از جنوب به شمال | |
| پتروشیمی تبریز  | |